# Thursania espiritualis
Thursania espiritualis är en fjärilsart som beskrevs av William Schaus 1916. Thursania espiritualis ingår i släktet Thursania och familjen nattflyn. Inga underarter finns listade i Catalogue of Life.